# Complesso di San Martino alla Scala
L'ospedale di Santa Maria della Scala (poi monastero di San Martino alla Scala) è una struttura storica di Firenze, situata in via della Scala 79. 

## Storia

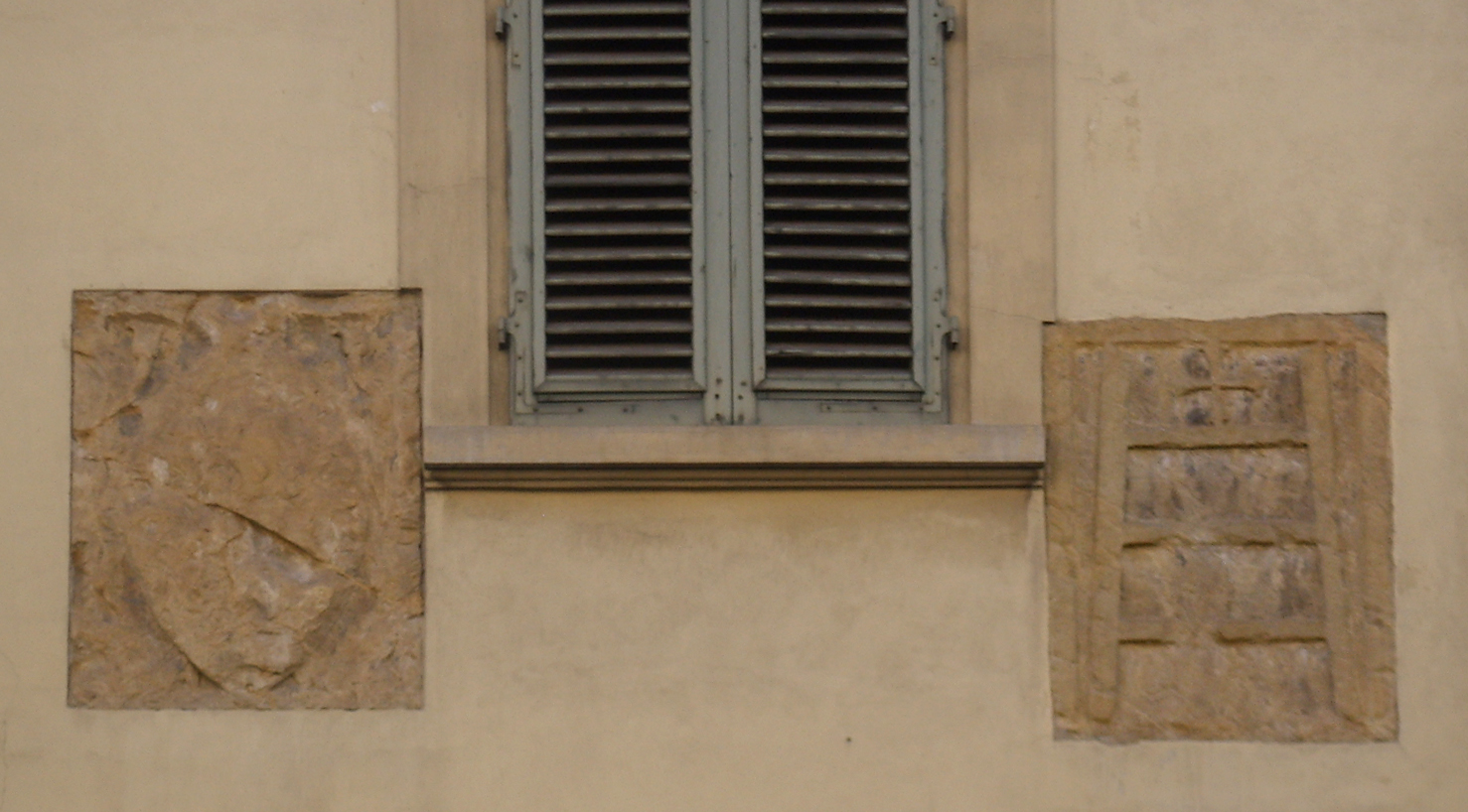
Stemmi dello spedale della Scala

La struttura ospedaliera (che ha dato il nome alla strada), venne fondata nel 1313 da Cione di Lapo Pollini, console dell'Arte della Lana, per i poveri, i pellegrini, i malati ambosessi e le partorienti, oltre che per i fanciulli abbandonati, e messa sotto le dipendenze dell'ospedale di Santa Maria della Scala di Siena. 
Nel 1351 il figlio di Cione, Sandro Pollini, ottenne dalla Signoria lo svincolo dello spedale fiorentino da quello senese, per non dover condividere i proventi e le rendite. Da allora l'ospedale fu sotto la tutela dell'Arte della Seta, sebbene un accordo coi senesi si raggiunse solo nel 1378, quando venne comunque loro garantita la scelta del camarlingo di San Martino alla Scala. 
In un resoconto del 1388 sono censiti ben 30 "gittatelli" (orfani), ben prima della fondazione del più noto spedale degli Innocenti. Una volta cresciuti, gli orfanelli venivano avviati ai mestieri artigianali, se maschi, o al matrimonio se femmine, provvedendo alla dote. Nel 1395, per meglio poter provvedere al mantenimento e all'organizzazione, l'ospedale ottenne l'esenzione da qualsiasi dazio.
Nel 1479, durante una pestilenza, l'ospedale ricoverò alcuni ammorbati, e fece tumulare nel proprio cimitero ben ventimila vittime (una lapide che ricorda l'evento è oggi nel Museo di San Marco). 

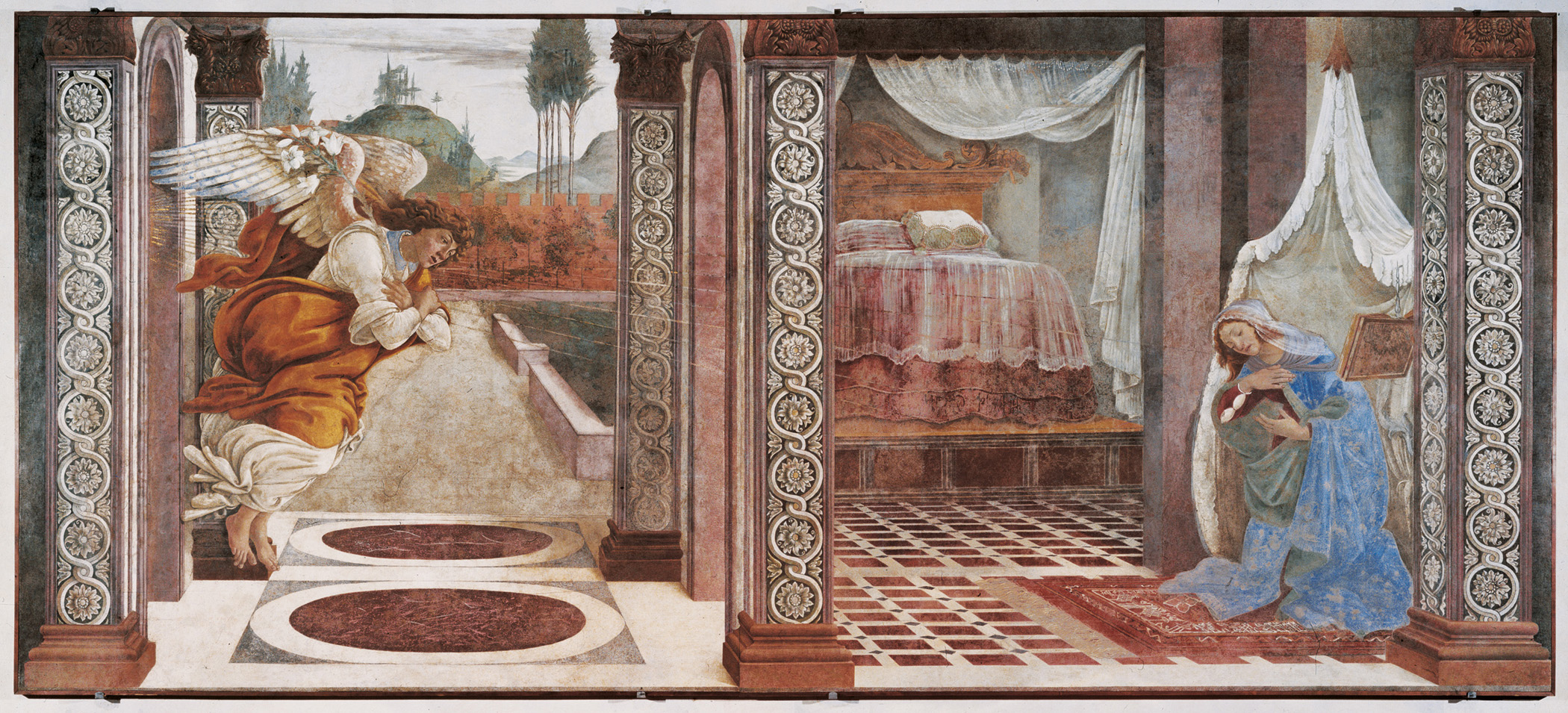
Sandro Botticelli, Annunciazione di San Martino alla Scala, 1481, Uffizi, Firenze

Nel 1481 Sandro Botticelli dipinse per la chiesa una grande Annunciazione ad affresco, ora staccata e conservata agli Uffizi. Altri affreschi tardo-trecenteschi con Storie di san Bernardo degli Uberti vennero staccati e collocati nella villa di Vincigliata, a Fiesole.
Nonostante la lunga storia di assistenzialismo, nel 1532 la struttura venne assegnata alle monache camaldolesi di San Martino al Mugnone, il cui monastero era stato distrutto in previsione dell'assedio di Firenze. Poveri e gittatelli vennero traslocati in alcune case sull'altro lato della strada, ma la nuova sistemazione fu così disagevole che l'Arte della Seta, d'accordo con i discendenti dei Pollini, decise di unire l'ospedale della Scala a quello degli Innocenti, dal 1536, con approvazione di papa Paolo III. Da allora la struttura in via della Scala fu nota come "monastero di San Martino alla Scala", venendo ristrutturata a più riprese, soprattutto nel Sei e Settecento. 
Il monastero fu soppresso nel 1785 da Pietro Leopoldo, poi ripristinato e chiuso nuovamente nel 1808 e, definitivamente, nel 1866. L'edificio divenne poi nel 1873 Casa di Correzione per minorenni ed ora è sede dell'Istituto Penale per Minori Gian Paolo Meucci.

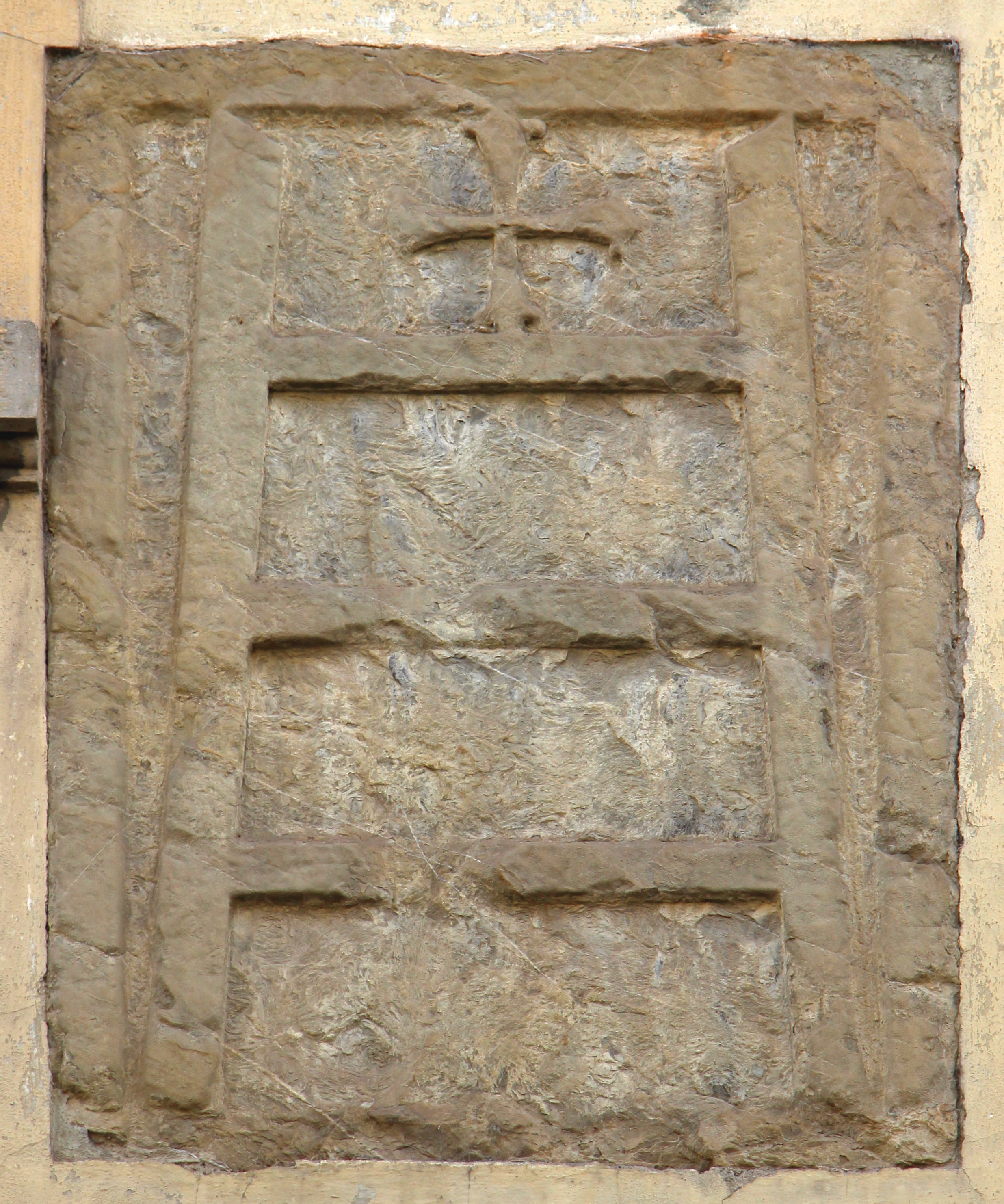
Stemma dell'ospedale, quando era dedicato a Santa Maria della Scala
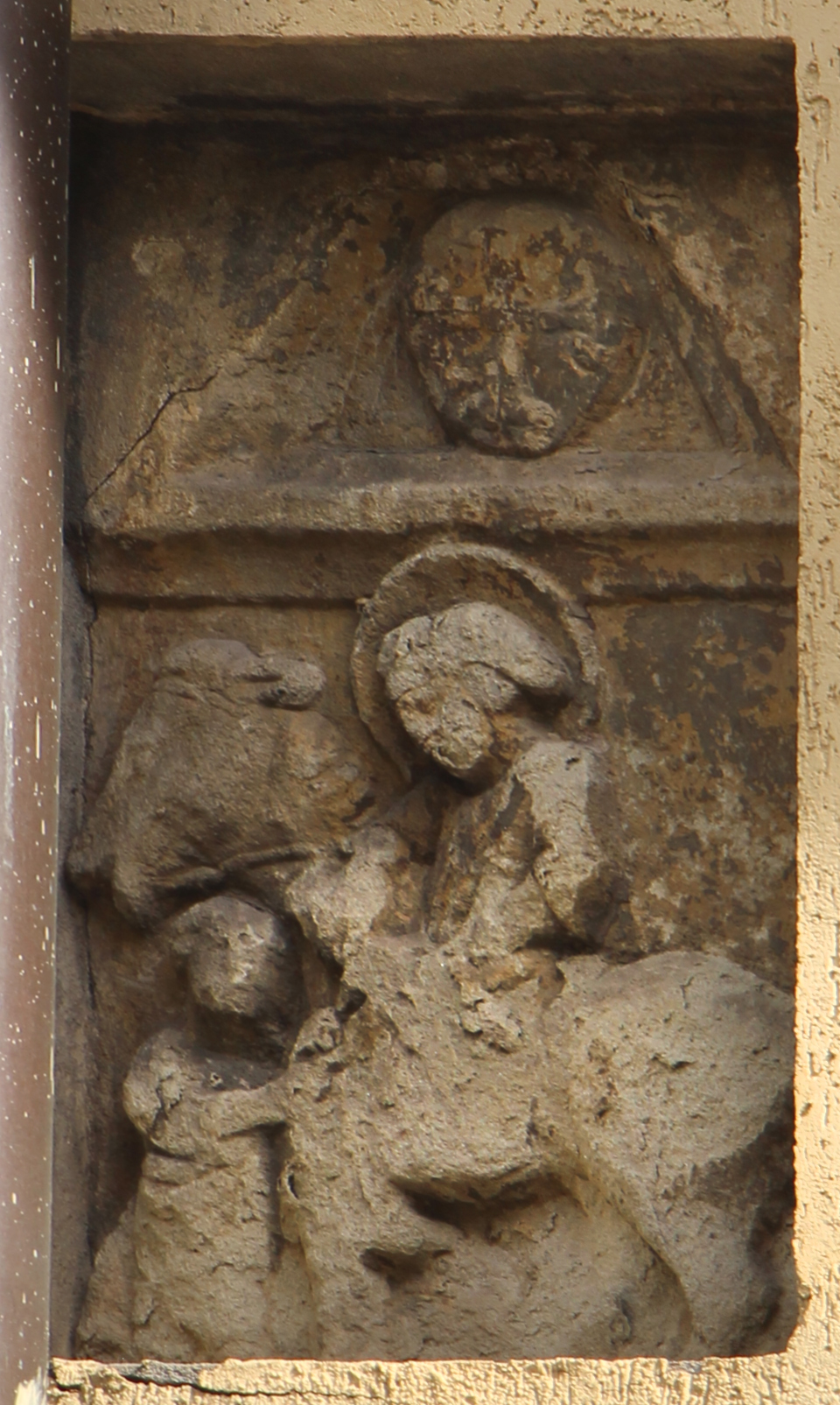
Confine del complesso in via degli Orti Oricellari con un rilievo di San Martino e il poveroo

## Descrizione

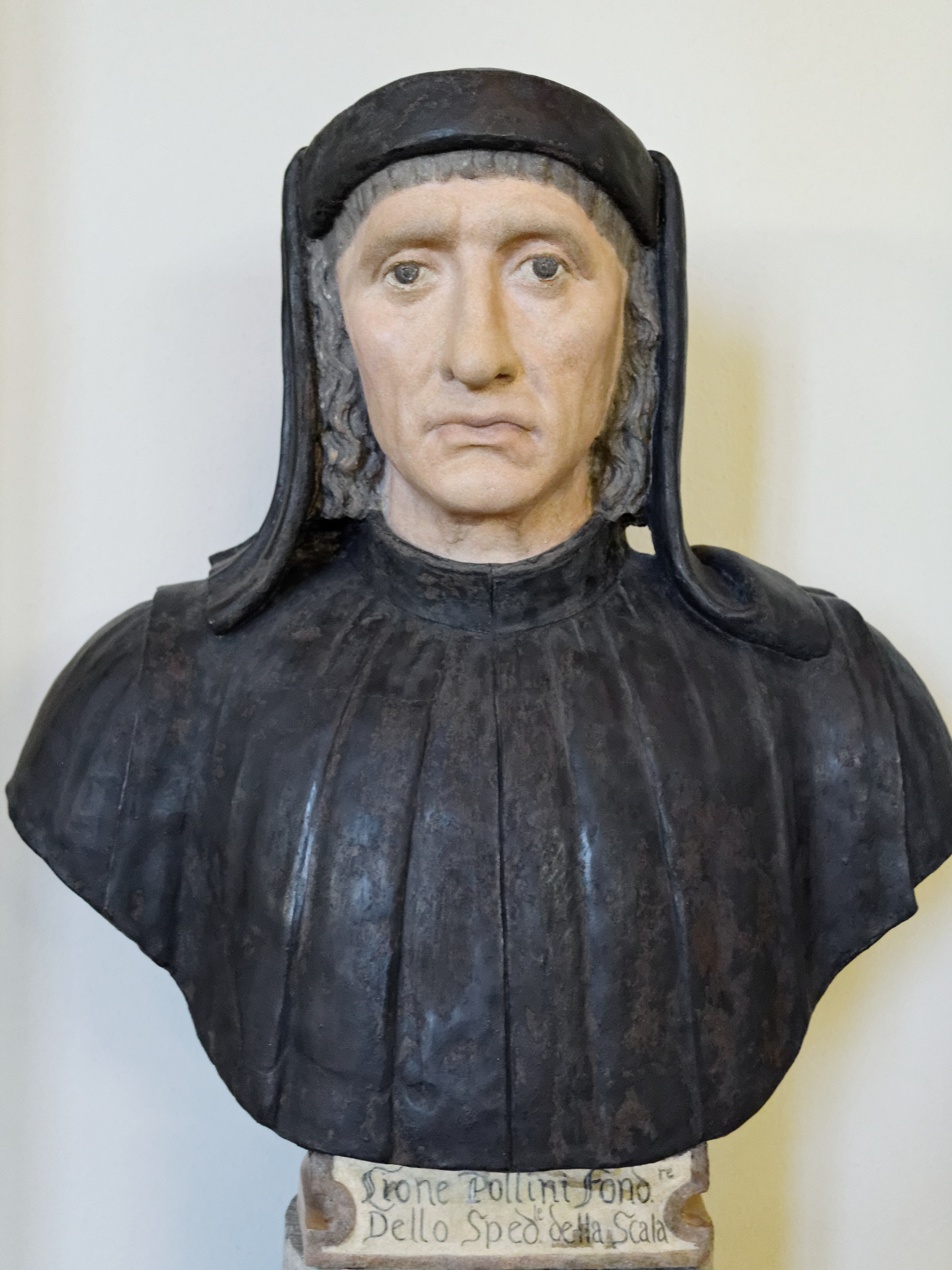
Il busto di Cione Pollini, allo Spedale degli Innocenti

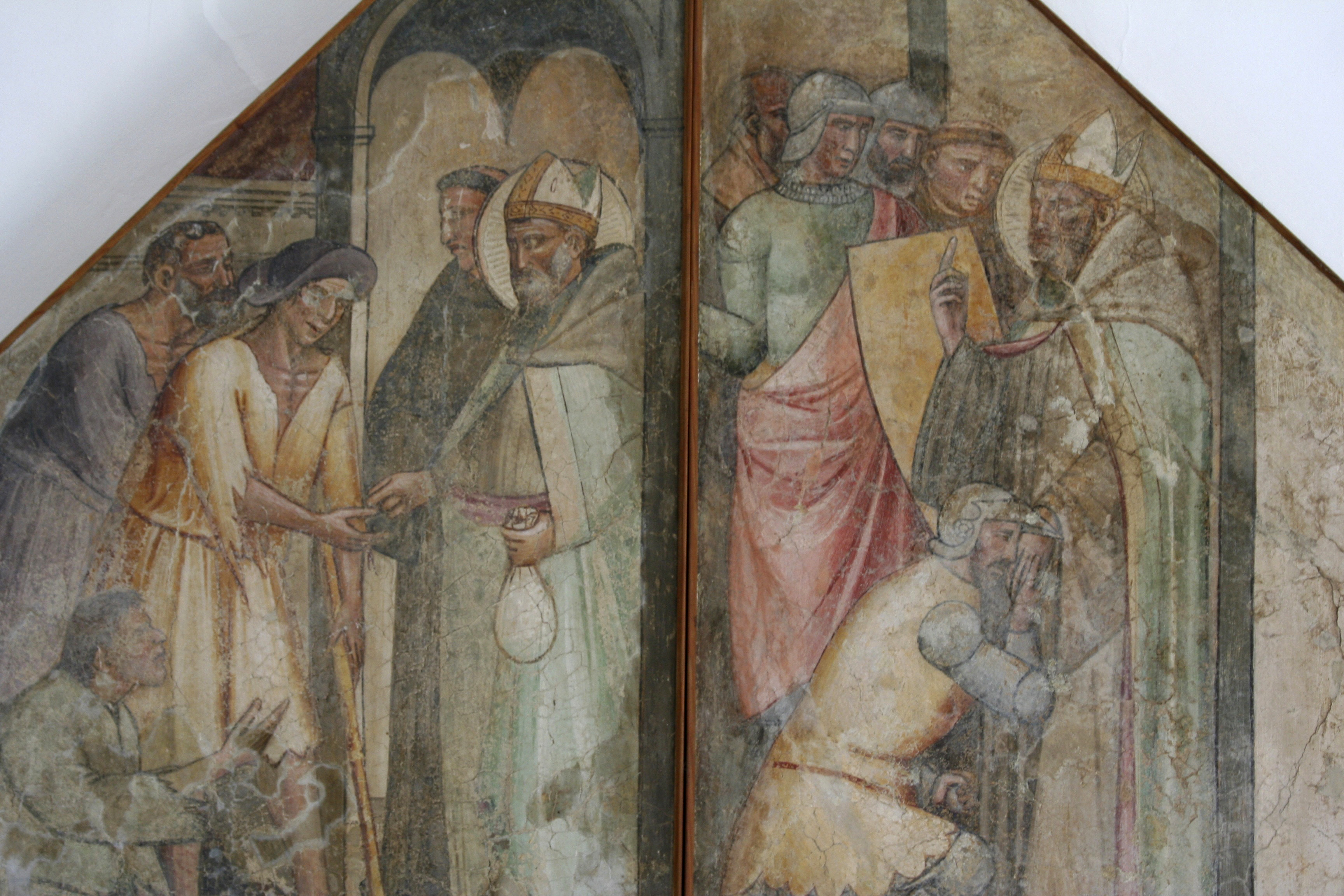
Storie di san Bernardo degli Uberti, 1390 circa, Vincigliata

Il portale principale di accesso all'ospedale si trova in via della Scala 79, con architrave in pietra in cui si possono vedere ancora gli stemmi Pollini (a tre ruote divise da una fascia); un altro stemma Pollini e uno dell'ospedale (una scala a tre pioli disposta in palo con una crocetta greca in alto) si trova poi alla cantonata sinistra, mentre all'altra estremità in via degli Orti Oricellari si trova un rilievo con San Martino che dona il mantello al povero.
Lo spedale era dotato di un portico del XIV secolo, con colonne parzialmente ancora visibili insieme ai resti della "pila" ove venivano lasciati i "gittatelli", i bambini abbandonati. Qui si trovava anche un busto del fondatore Cione Pollini, oggi nella Galleria dello Spedale degli Innocenti. All'interno aveva una corsia per pellegrini e poveri viandanti, con venti letti, un chiostro porticato con pozzo, un refettorio, una cucina, una dispensa, le stanza del camarlingo, del notaio e dello scrivano, oltre ad altri ambienti di servizio, tutto al piano terra; al piano superiore invece c'erano le celle dei frati oblati che gestivano l'ospedale, e il verone per gli inservienti. Il complesso era inoltre dotato di vasti orti murati.
Il complesso conserva anche la chiesa, nel cui vestibolo si trovava anche un curioso bassorilievo di due gemelli siamesi, nati da un prodigioso parto di una donna del Valdarno nel 1316 e morti circa venti giorni dopo, dopo essere stati battezzati Pietro e Paolo (il rilievo è oggi nel Museo di San Marco).
L'interno della chiesa è ornato con stucchi di Giovan Martino Portogalli (1698), mentre all'altare maggiore è un dipinto firmato da Camillo Procaccini con la Trinità tra i santi Giovanni Battista e Stefano proveniente dalla distrutta chiesa milanese di San Giovanni in Era. La pala, del 1590 circa, giunse a Firenze con lo scambio di opere che si ebbe tra le Gallerie di Firenze e quelle di Vienna del 1793, ed è ricordata in questa collocazione dal 1822.
All'altare a destra si trova una tavola con la Madonna col Bambino in gloria con i santi Giuliano e Sebastiano dipinta da Ridolfo del Ghirlandaio con la collaborazione di Toto del Nunziata documentata al 1512-1514 e proveniente dalla chiesa di San Pier Scheraggio.

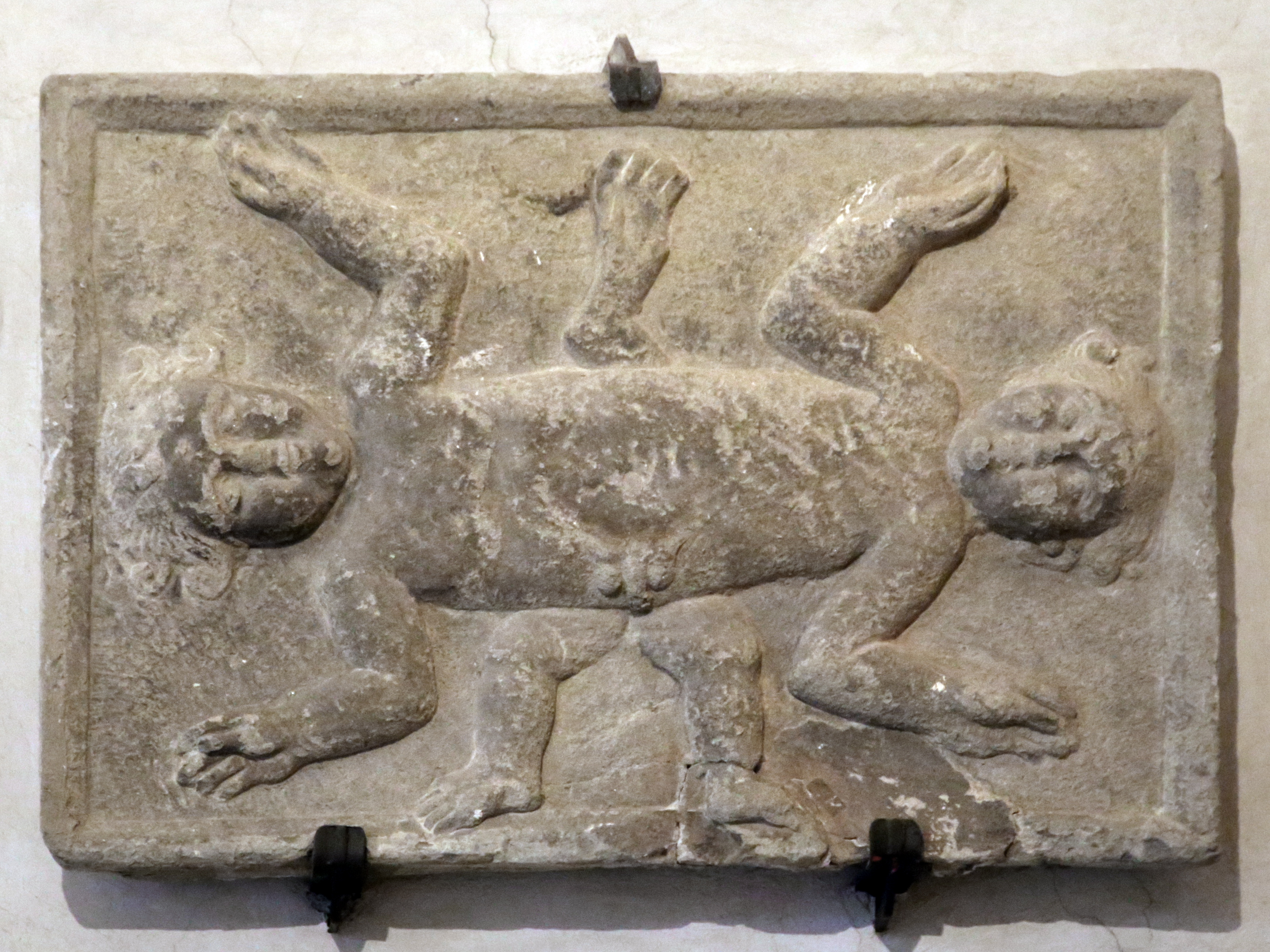
Ricordo di  un parto di gemelli siamesi, avvenuto nel 1317, dalla facciata dell'ospedale (oggi al Museo di San Marco)
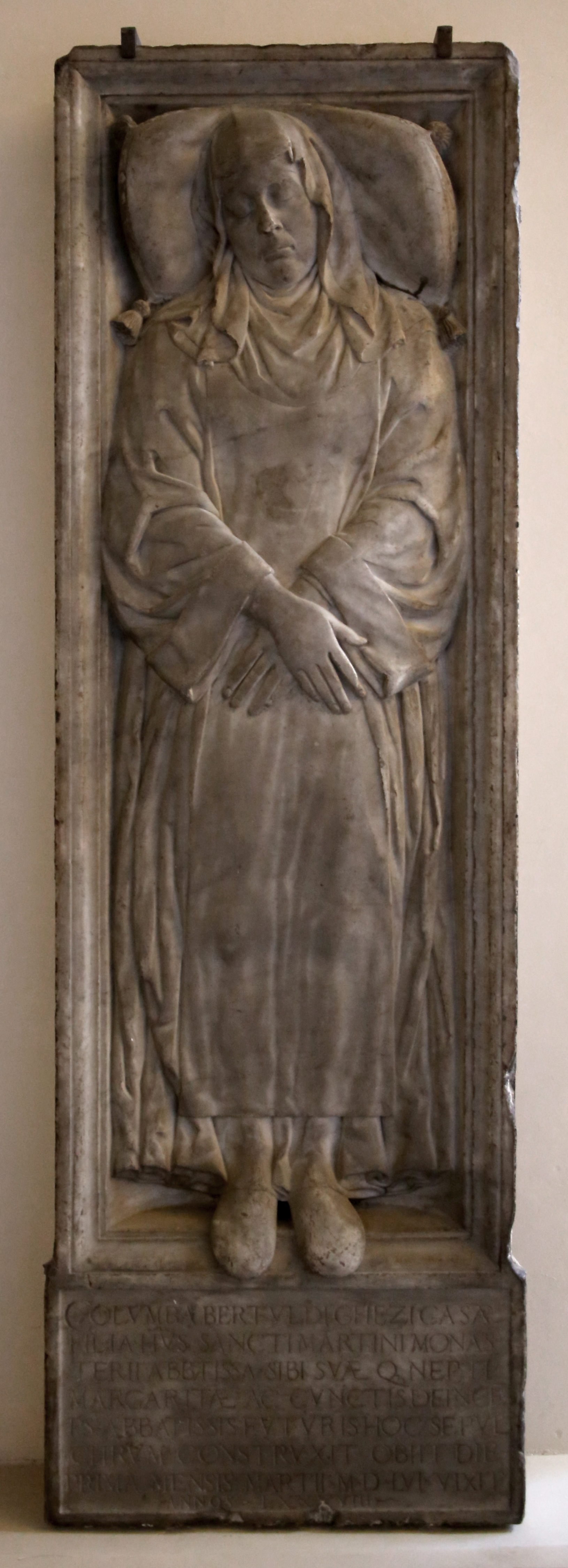
Lastra tombale della badessa Colomba della Casa (m. 1567) di Francesco da Sangallo (oggi al Museo Bardini)
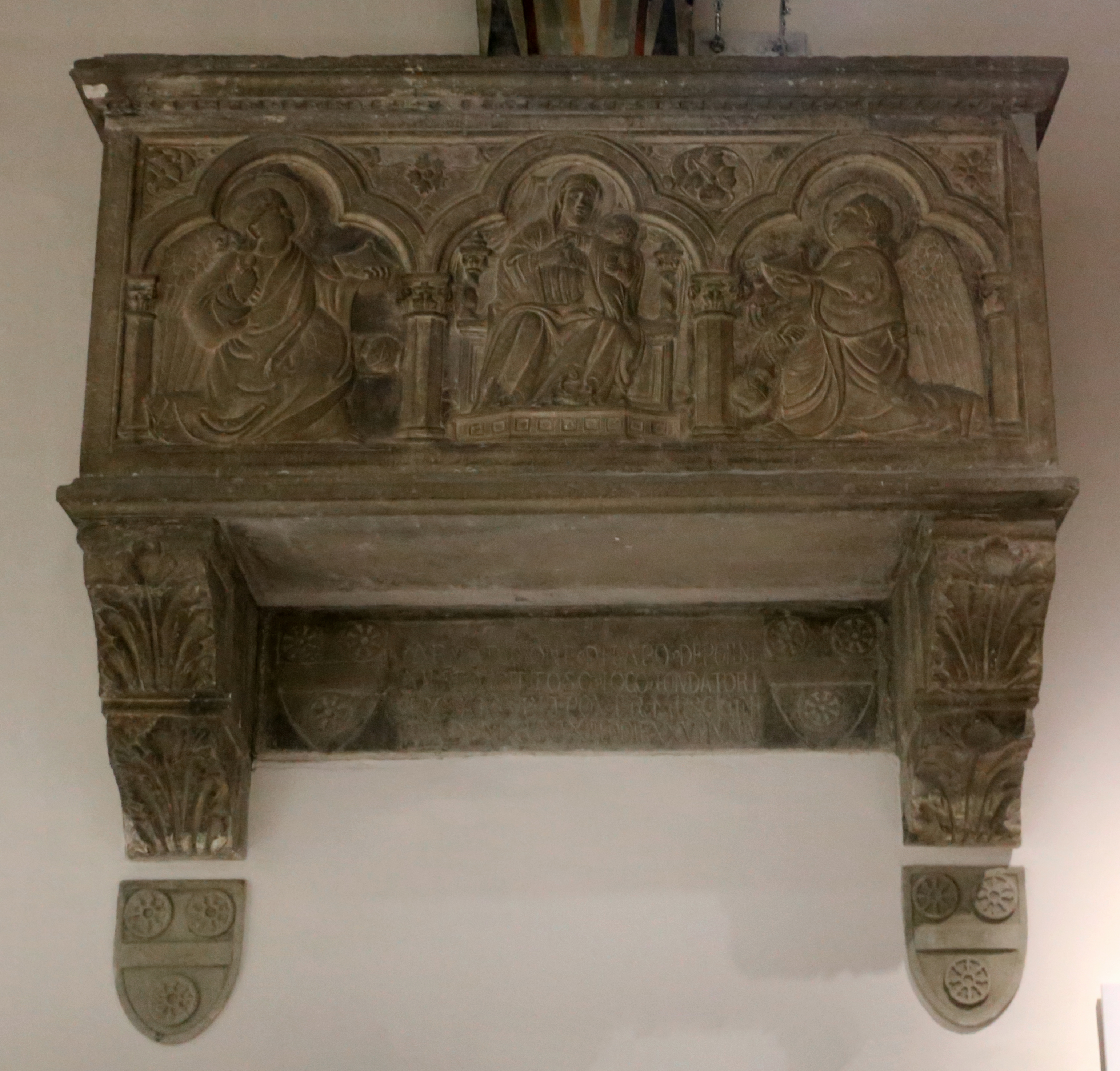
Francesco di Neri detto il Sellaio, sarcofago con Madonna col Bambino e angeli, 1370 (oggi al Bargello)

## Opere già in San Martino alla Scala
- Scuola fiorentina, Storie di san Bernardo degli Uberti (da una cappella nell'orto), 1390 circa, ora al castello di Vincigliata, Fiesole
- Sandro Botticelli, Annunciazione di San Martino alla Scala, 1481, ora agli Uffizi
- Scultore fiorentino, Busto di Cione di Lapo Pollini, 1550-1600 circa, ora alla Galleria dello Spedale degli Innocenti